# 渡辺近綱
渡辺 近綱（わたなべ ちかつな）は、江戸時代前期の武士（旗本の嫡男）。

## 略歴
寛永11年（1634年）、後に武蔵国野本藩主となる渡辺吉綱の嫡男として誕生した（吉綱は近綱の生前にはまだ旗本であった）。
正保4年（1647年）徳川家光に御目見する。しかし、慶安4年（1651年）に18歳で早世した。代わって、次弟・利綱が嫡子となった。